# Complicación (relojería)

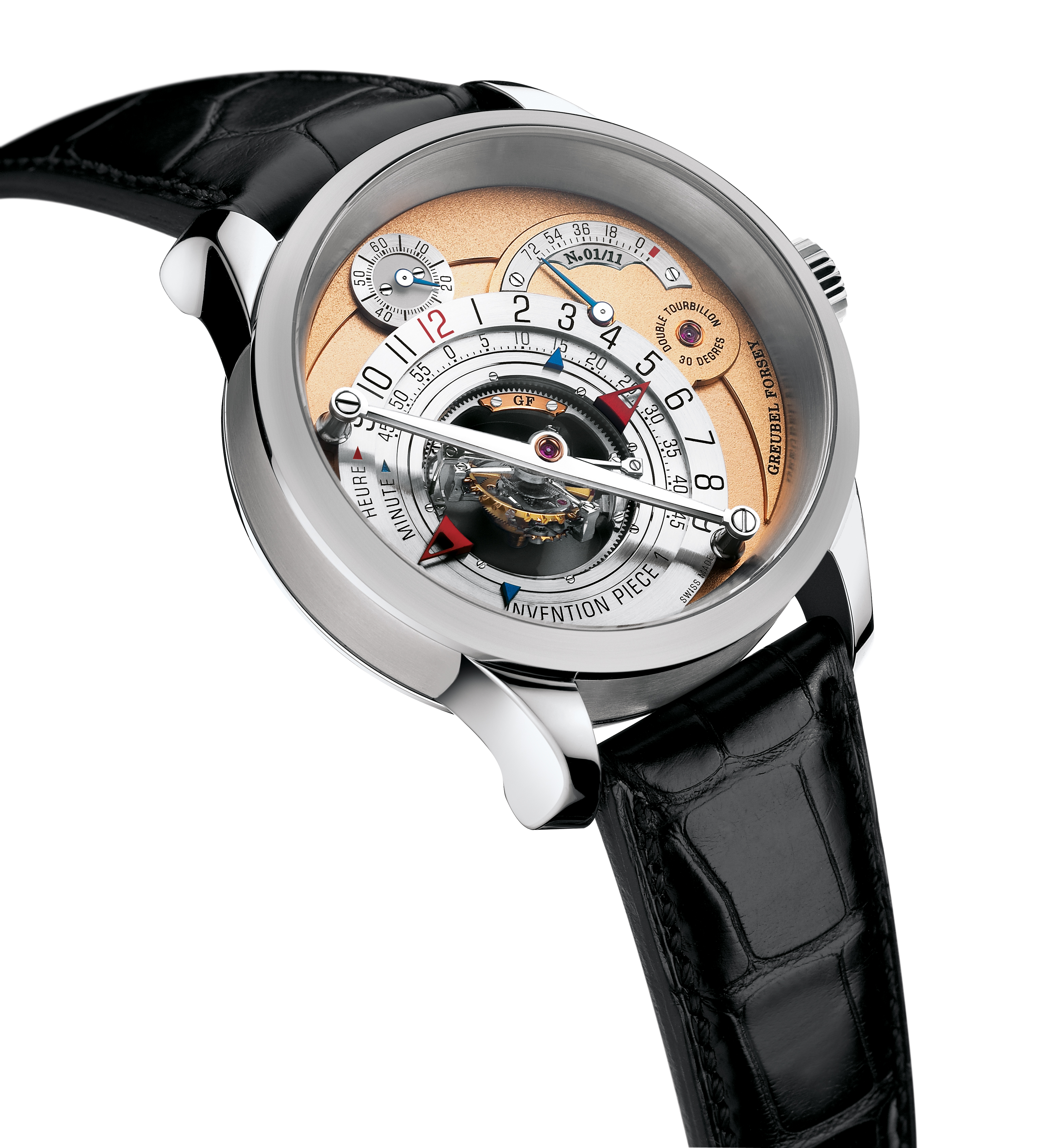
Reloj con complicaciones Greubel Forsey Invention Piece 1

En relojería, una complicación es una función distinta de la visualización de horas y minutos. Estas funciones son especialmente buscadas por los entusiastas de los relojes mecánicos.

## Descripción
Las complicaciones pueden ser astronómicas (fases de la Luna, ecuación del tiempo, calendario perpetuo, horas de salida y puesta del Sol), prácticas (cronógrafo, gran sonería, repetición de minutos), técnicas (fecha rápida, parada de segundos), o para mejorar la precisión de funcionamiento (originalmente, el tourbillon).
Son módulos añadidos al movimiento del reloj. Una pieza denominada complicada hace referencia a la noción de alto conocimiento relojero, que se expresa tanto en la fabricación como en el grado de acabado del reloj.
A menudo es la acumulación de mecanismos en el pequeño espacio de una caja lo que hace que los relojes sean más complejos.
La definición exacta de complicación y, por lo tanto, del número de complicaciones de un reloj determinado, puede cambiar según el autor y la época. Por ejemplo, la visualización del segundero en una pequeña esfera descentrada fue durante mucho tiempo la norma, y un segundero central se consideró una complicación, porque requería disponer tres ejes coaxiales. En la época contemporánea, el segundero central está muy extendido y ya no se considera una complicación.

## Relojes de gran complicación

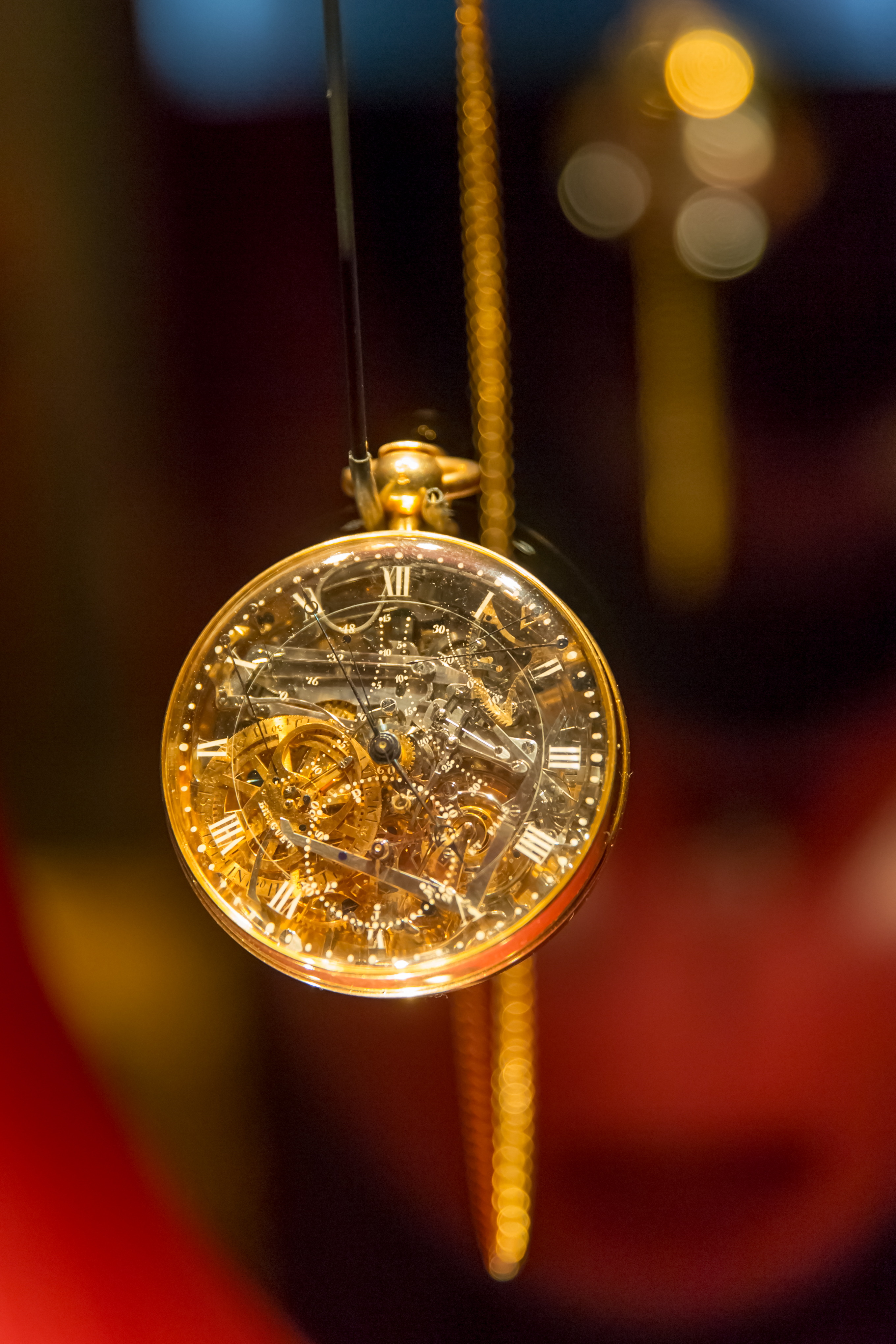
Reloj Breguet No. 160 grand complication (reloj de María Antonieta)

Los relojes denominados en francés «gran complication» son considerados los logros más sofisticados de la alta relojería. Aunque no existe una definición oficial de reloj complicado, un criterio común es que contenga al menos una complicación de cronometraje (visible), una complicación astronómica y una complicación inusual.
Los relojes ultracomplicados se producen en cantidades estrictamente limitadas, y en ciertos casos se construyen como piezas únicas. Algunas empresas relojeras conocidas por fabricar relojes ultracomplicados son Breguet, Patek Philippe & Co. y Vacheron Constantin. Los primeros relojes ultracomplicados surgieron gracias a los ambiciosos intentos de los relojeros de unir un gran número de funciones en la caja de un solo reloj. Los relojes mecánicos con una amplia gama de funciones, incluidas indicaciones astronómicas, sugirieron ideas a los desarrolladores de los primeros relojes de bolsillo. Como resultado, ya en el siglo XVI, el mundo de la relojería fue testigo de la aparición de numerosos relojes complicados e incluso ultracomplicados.
En noviembre de 2018, los cuatro relojes mecánicos más complicados jamás creados habían sido fabricados por Vacheron Constantin y Patek Philippe, respectivamente. En particular, el Patek Philippe Henry Graves Supercomplication ostentaba en 2014 el título del segundo reloj más caro jamás vendido en una subasta, con un precio final de 24 millones de dólares (23.237.000 CHF [francos suizos]), cuando fue vendido en Ginebra el 11 de noviembre de 2014. Dos Patek Philippe Calibre 89 también figuraban entre los 10 primeros, con precios finales superiores a los 5 millones de dólares.
Entre los relojes más complicados fabricados hasta 2024, pueden citarse los siguientes: 
- El reloj de bolsillo Berkley Grand Complication de Vacheron Constantin se convirtió en 2024 en el reloj más complicado del mundo hasta el momento, con 63 complicaciones. El desarrollo requirió 3 maestros relojeros, un taller dedicado a piezas exclusivas, diseñadas durante 11 años, y un montaje durante 1 año bajo pedido de la misma persona que encargó el 57260.[17]

- El modelo Vacheron Constantin Reference 57260 fue ampliamente considerado hasta 2024 como el reloj más complicado del mundo. Es un reloj de bolsillo mecánico que presenta 57 complicaciones, presentado por Vacheron Constantin en 2015. La compañía afirmó en su momento que era el reloj de bolsillo mecánico más complicado jamás creado. Tardó ocho años en montarse y tiene 2826 piezas y 31 manecillas. Pesa 957 g (2,11 lb) y mide 98 milímetros (3,9 plg) de diámetro.[18]

- El Franck Muller Aeternitas Mega 4 es uno de los relojes de pulsera más complicados del mundo. Tiene 36 complicaciones, 25 de ellas visibles, 1483 componentes y calendario de 1000 años.[19][20]

- El Patek Philippe Calibre 89 tiene 33 complicaciones y utiliza un total de 1728 piezas. Fue lanzado en 1989 para conmemorar el 150 aniversario de la empresa.[21] Las complicaciones incluyen la fecha de Pascua, el tiempo sidéreo y un mapa celeste de 2800 estrellas.[22]

- El Hybris Mechanica Grande Sonnerie es impulsado por el movimiento Jaeger-LeCoultre Calibre 182, y cuenta con 27 complicaciones y más de 1300 piezas. El movimiento está alojado en una caja de oro blanco de 18k de 44 mm por 15 mm.[23]

- El Leroy 01, encargado en 1897, incluye 24 complicaciones, y siguió siendo el reloj más complejo del mundo hasta 1989.[24]

- El Patek Philippe Supercomplication entregado a Henry Graves, Jr. en 1933 posee 24 complicaciones. Según se informa, fue la culminación de una carrera entre Graves y James Ward Packard por poseer el reloj más complejo. Tardó tres años en diseñarse y cinco en construirse, y presenta un mapa del cielo nocturno desde la casa de Graves en Nueva York. Sigue siendo el reloj más complicado (920 piezas)[25] construido sin la ayuda de computadoras.[26]

- El Star Calibre 2000 tiene 21 complicaciones. Incluyen las horas de salida y puesta del sol y la órbita lunar, y es capaz de reproducir la melodía de Cuartos de Westminster (del Big Ben, la torre del reloj del Palacio de Westminster de Londres).

- La firma Blancpain es famosa por haber creado uno de los relojes mecánicos más complicados jamás fabricados, el Blancpain 1735, que es una verdadera gran complicación (tourbillon, minutero repetidor, calendario perpetuo, doble cronógrafo), una edición limitada de solo 30 ejemplares, con una producción de una sola pieza al año.

## Visualización de fecha y día

### Calendario
La inclusión de la fecha del mes es la complicación de reloj más común. Generalmente tiene la forma de un disco en la periferia del movimiento, en el que están marcados los números del 1 al 31. El disco avanza cada día a medianoche. Una pequeña ventana (una abertura en la esfera, generalmente situada según la hora 3 o la hora 6) permite leer la fecha. El sistema Quick Date permite el ajuste directo de la fecha sin cambiar la hora, al que generalmente se accede mediante una posición intermedia de la corona, o también mediante un pulsador. El tamaño de los números es limitado, porque las 31 fechas deben caber en la periferia. Esta es la razón por la que Rolex, en particular, colocó una lupa (llamada Cyclops) delante de la ventana de la fecha en muchos modelos. El disco avanza una unidad cada día alrededor de la medianoche. Por lo tanto, la fecha debe fijarse manualmente al final del mes cuando no tenga 31 días (es decir, cinco veces al año).

### Días de la semana

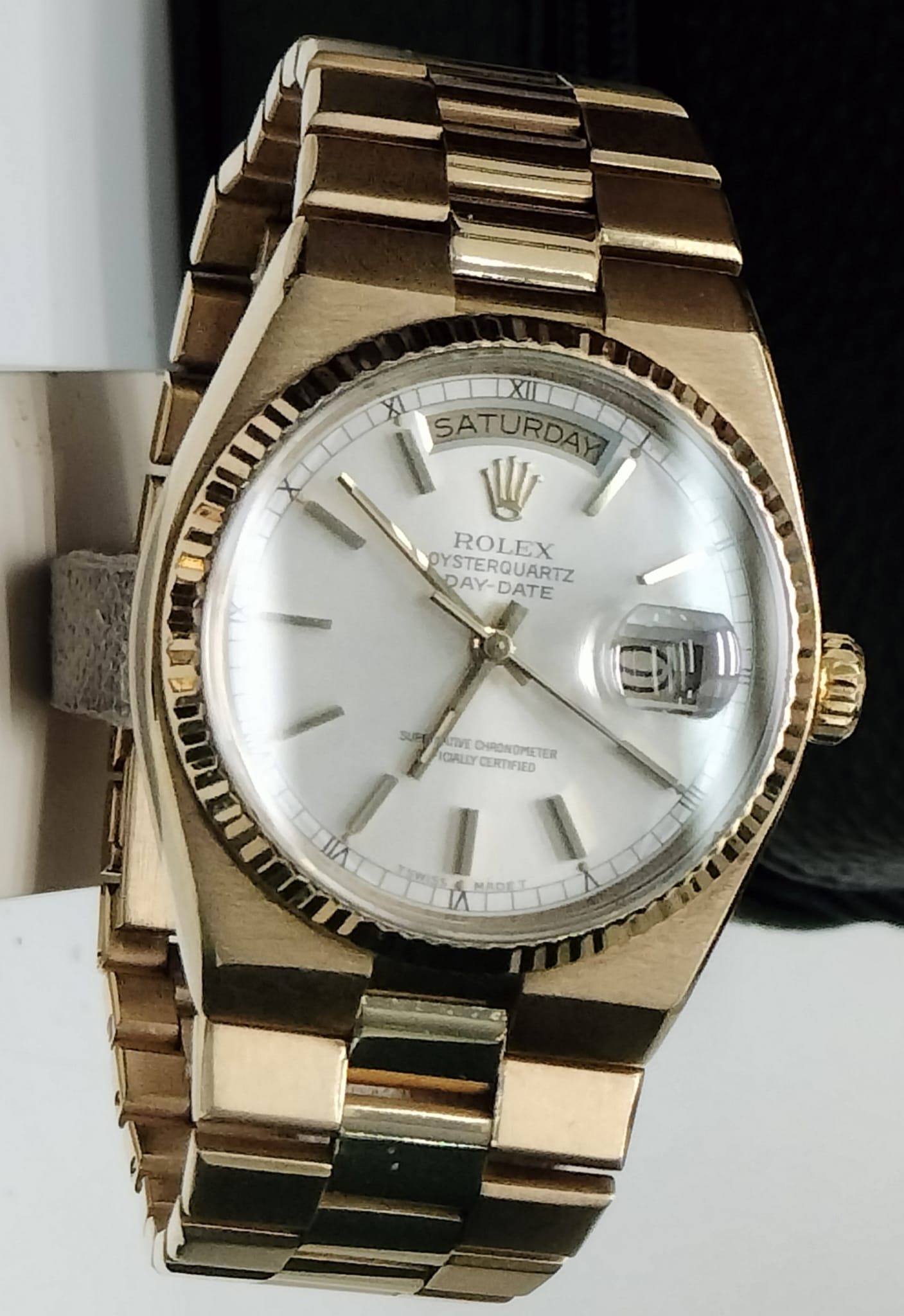
Rolex Day-date, que muestra el día de la semana en palabras completas (sin abreviaturas)

Generalmente además de mostrar las fechas, esto implica mostrar los días, de lunes a domingo. La mayoría de las veces, el nombre del día se abrevia a tres letras (en un idioma determinado) y el disco del día se coloca dentro del disco de la fecha, debajo de otra abertura. También es una complicación bastante común, disponible en relojes automáticos asequibles como el Seiko 5.
|  |  |

### Fecha grande

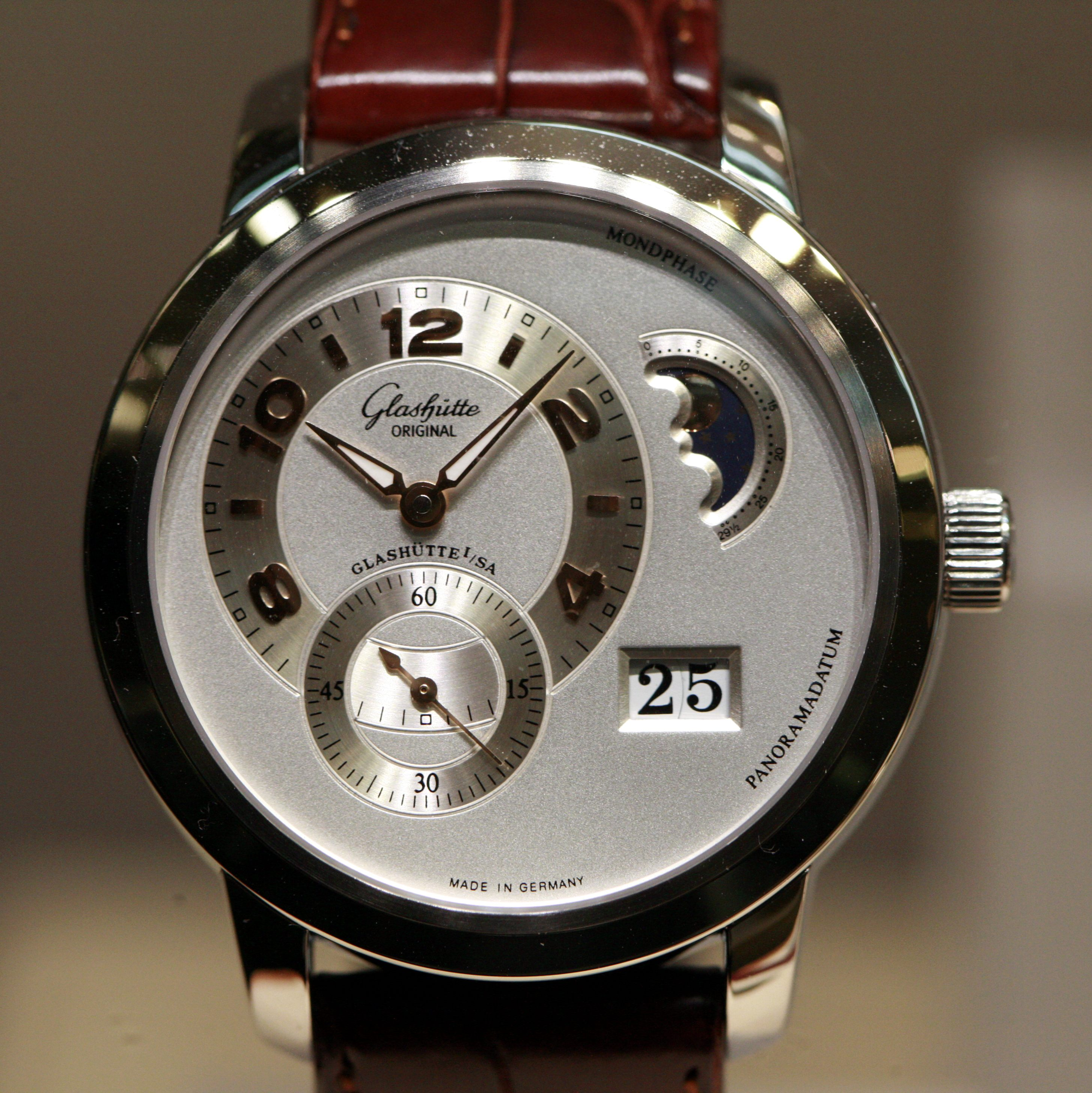
Pantalla de fecha grande

La fecha grande o «grande date» tiene la misma finalidad que un disco de fecha, pero su funcionamiento es diferente. Hay dos discos independientes, para visualizar los dos dígitos de las fechas (las decenas, del 0 al 3, y las unidades, del 0 al 9), lo que permite una visualización centrada en la esfera y no en la periferia, y una mejor legibilidad debido a que los números son mayores.

### Calendario anual
Un calendario anual agrega el seguimiento mensual a la cuenta de la fecha. El mecanismo tiene en cuenta la duración de los meses (30 o 31 días), pero desconoce la duración del mes de febrero. Por lo tanto, debe ajustarse una vez al año cuando llega el 1 de marzo.

### Calendario perpetuo

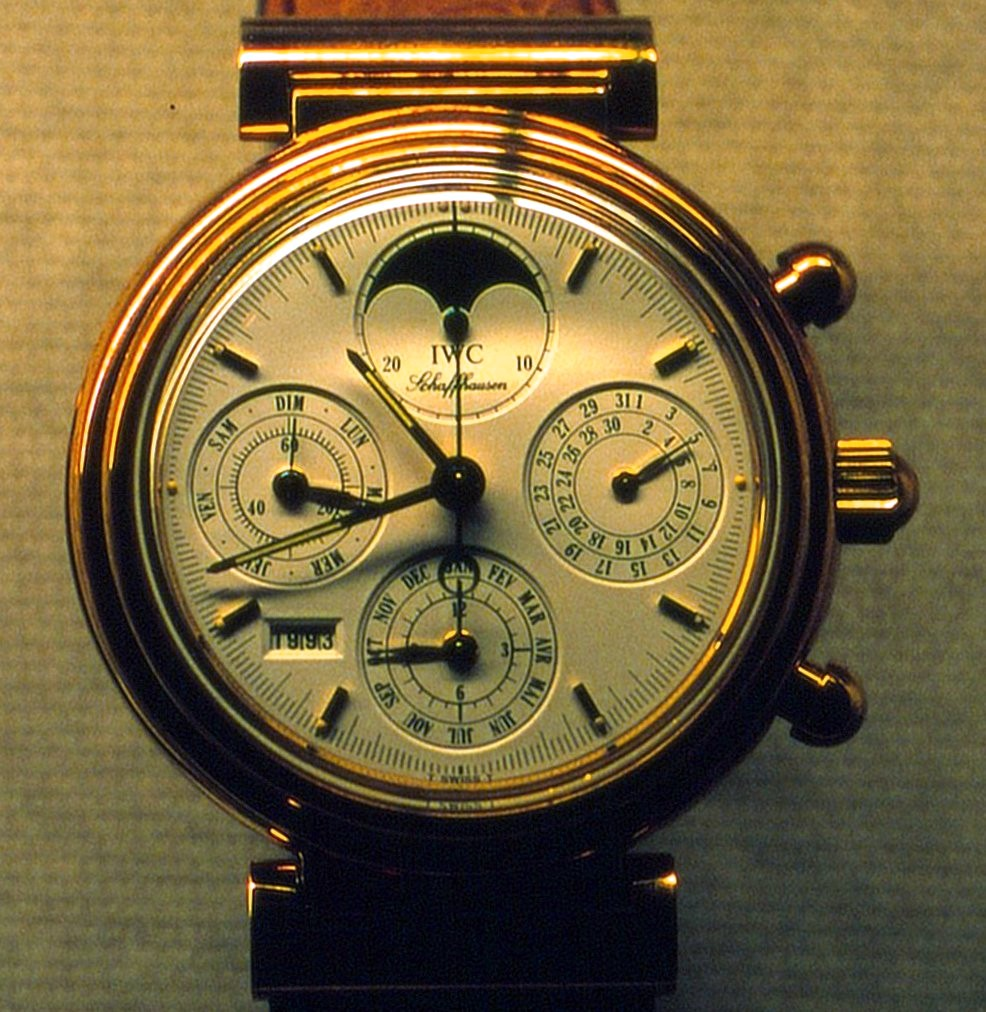
Reloj de calendario perpetuo de la IWC, que indica el martes 5 de enero de 1993

Al calendario anual, el calendario perpetuo añade una cuenta atrás de cuatro años, por lo que tiene en cuenta los años bisiestos. Por lo tanto, la fecha solo debe fijarse para años bisiestos saltados, es decir, tres veces cada 400 años (por ejemplo, el 1 de marzo de 2100, 2200, 2300, pero no el 2400).
El «Calendario Secular Perpetuo» tiene en cuenta los ciclos de 100 años del calendario gregoriano, con años bisiestos saltados cada 100 años. Por lo tanto, la fecha debe fijarse solo una vez cada 400 años.

## Zonas horarias

### Complicación GMT
La denominada complicación GMT permite mostrar la hora en una segunda zona horaria. Para ello existe una cuarta manecilla (en la esfera principal o subesfera), que funciona como la de un reloj de 24 horas: es decir, da una revolución completa en 24 horas, y no en doce, estando arriba a medianoche. Puede ser independiente de la visualización de horas y minutos. Entonces, en la foto de al lado, la hora local es normal (10:15 a.m.). La manecilla adicional señala el índice «4», pero, al operar en 24 horas, en realidad indica las 8 horas. Por lo tanto, son las 8:15 horas en el segundo huso horario considerado. El bisel giratorio de este modelo permite seguir un tercer huso horario, desfasado, en la foto, cuatro horas respecto al segundo, en el que son las 12:15 h.
Hay 2 tipos de complicación GMT:
- GMT 'de escritorio': permite ajustar solo la manecilla de 24 horas sin mover la manecilla de la hora y los minutos, generalmente en incrementos de una hora. Su denominación se debe a que permite cambiar la zona horaria seguida de la manecilla de 24 horas sin tener que reajustar las horas y los minutos, lo que puede resultar útil para conocer la hora de un corresponsal en el extranjero.
- GMT 'viajero': permite ajustar la manecilla de las horas sin mover las manecillas de 24 horas y minutos, nuevamente en incrementos de una hora. Su nombre proviene de su capacidad para adaptar rápidamente la manecilla de las horas a la hora local del país visitado, sin tener que reajustar los minutos y manteniendo una hora de referencia en la manecilla de 24 horas (por ejemplo la hora de casa; o la hora UTC para un piloto). Esta complicación es generalmente un poco más importante porque, a diferencia del GMT de "escritorio", es más difícil agregarlo a un movimiento existente.

### Hora mundial

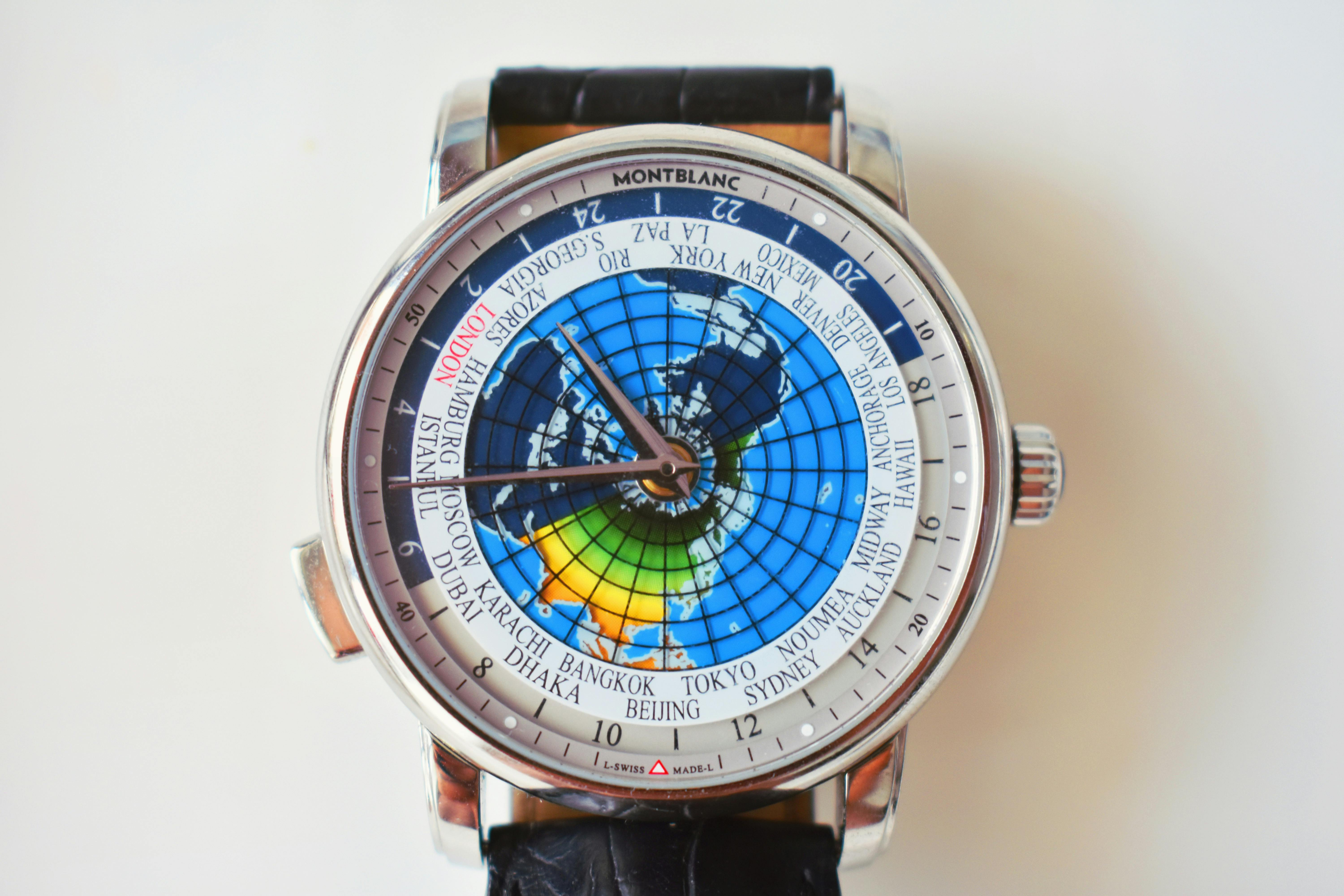
Reloj Montblanc con hora universal

La complicación denominada «hora universal» permite mostrar la hora simultáneamente en 24 zonas horarias diferentes. Esto se hace mediante 2 anillos: uno está graduado de 1 a 24 horas, el otro representa los 24 husos horarios, generalmente con el nombre de una ciudad emblemática del huso horario. Uno de los anillos (a menudo el anillo de 24 horas) gira una vez cada 24 horas. Esto permite que el reloj, una vez ajustado correctamente, presente siempre la hora correcta en cada zona horaria. El minutero local completa la lectura. Por ejemplo, un reloj de hora mundial configurado en su hora local en Karachi (UTC+5h) que muestra las 12:15 p. m., mostrará 12 frente a la zona horaria de Karachi, 7 frente a la zona horaria UTC y 16 frente a la zona horaria de Japón (UTC). +9h). Por lo tanto, esto le permite saber que son las 7:15 a. m. hora UTC y las 4:15 p. m. en Japón directamente en el dial. Los mecanismos para ajustar correctamente el reloj (hora/minuto convencional y disco de 24 horas) varían en complejidad mecánica y facilidad de uso.
En general, esta complicación (al igual que los calibres GMT) no permite leer directamente la hora en países ubicados en zonas horarias desfasadas 15, 30 o 45 minutos con respecto a las horas enteras.
Además, esta complicación no permite tener en cuenta los cambios entre el horario de verano y el de invierno para los países afectados. Por ejemplo, si París está en UTC+1h en invierno y UTC+2h en verano, un reloj de hora mundial con 'París' en el anillo de zona horaria no indicará la hora correcta para París la mitad del año: si París está indicada en el Zona horaria UTC+1, será correcta en invierno y quedará desplazada 1 hora en verano. Algunos relojes identifican en el anillo de huso horario las ciudades afectadas por el cambio de hora, mediante un color diferente, un símbolo o algún otro sistema.

Para realizar una función similar sin el propio movimiento de hora mundial, algunos relojes tienen un bisel giratorio con las 24 zonas horarias y un anillo fijo de 24 horas. Esto permite al usuario, al girar el bisel para que coincida con la hora correcta en una de las zonas horarias, tener la hora correcta en todas. Esto puede asociarse ventajosamente a un movimiento GMT. Aunque se puede decir que estos relojes tienen hora mundial, no se trata estrictamente de una complicación relojera. 

## Cronógrafo

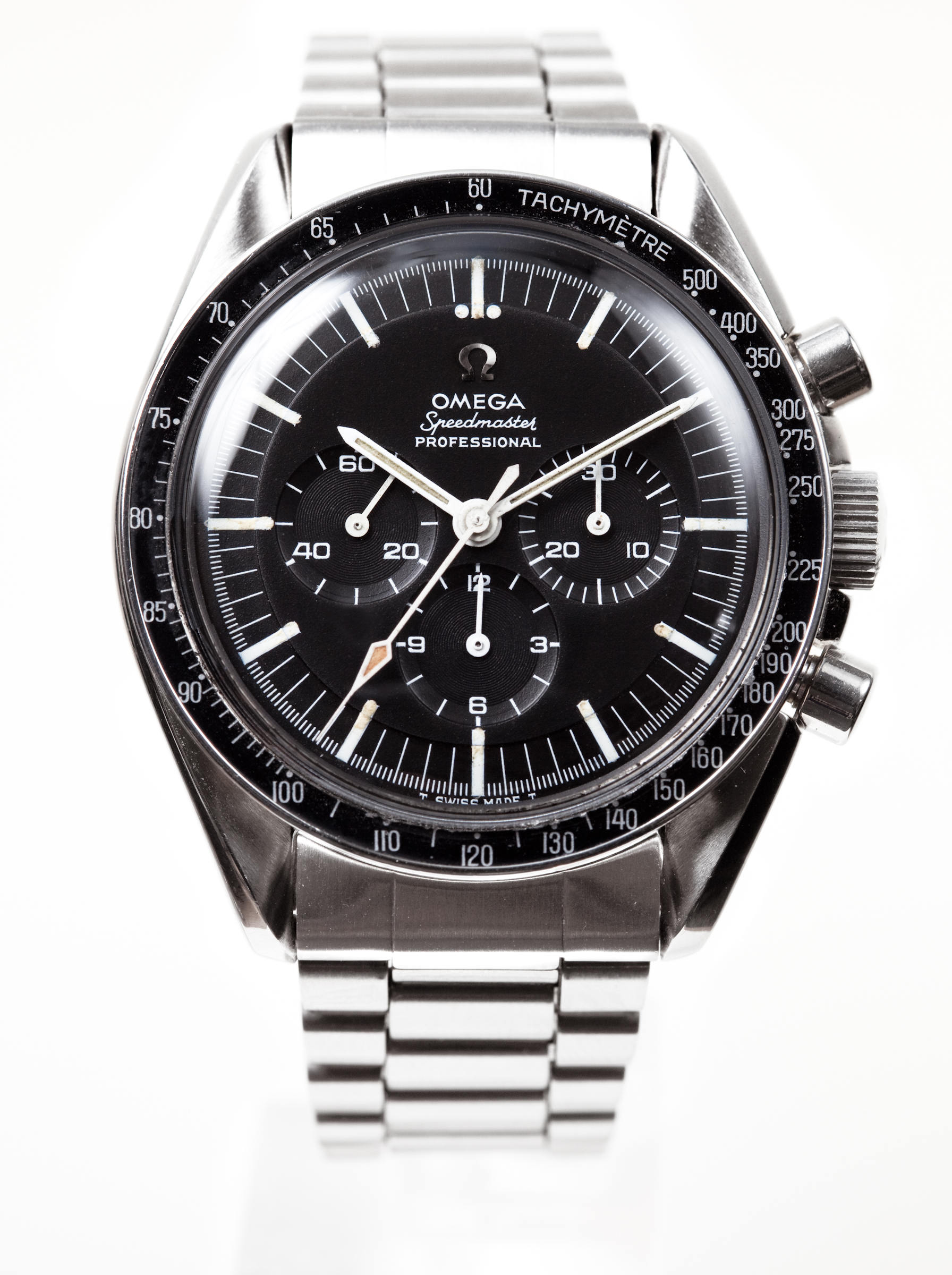
Reloj Omega Speedmaster equipado con un cronógrafo con tres subesferas

Cronógrafo: permite medir una duración, generalmente en la forma: segundos, minutos y horas. Sin embargo, algunos cronógrafos de relojes de pulsera permiten medir hasta un cuarto, una décima o incluso una diezmilésima de segundo. Al cronógrafo a menudo se le llama erróneamente "cronómetro" en el lenguaje popular. De hecho, el nombre "cronómetro" es una certificación otorgada a los relojes cuyos movimientos han superado con éxito diversas pruebas de calidad y fiabilidad (precisión, resistencia a diferentes temperaturas, etc.) organizadas por el COSC (Contrôle Officiel Suisse des Chronomètres).
Existen distintas variantes:
- Cronógrafo con retorno al vuelo o “Flyback”: permite iniciar un nuevo cronometraje cuando el primero ya está en funcionamiento, presionando un solo pulsador (normalmente, presionando el pulsador de la puesta a cero).
- Cronógrafo de tiempos intermedios: se puede detener el segundero para medir tiempos intermedios sin perder la cuenta principal, que se actualiza instantáneamente al desbloquear la lectura parcial.
- Cronógrafo concéntrico: permite una lectura más intuitiva de la duración medida utilizando solamente una esfera.

## Sonería
- Campanadas grandes y pequeñas: emite una señal audible cuando pasan las horas y los cuartos. La pequeña sonería toca los cuartos sin repetir las horas, la gran sonería toca los cuartos repitiendo las horas.[32]
- Repetición: permite sonar con las horas a voluntad después de activar un pulsador (a menudo, ubicado entre las 7 a. m. y las 9 a. m.). Generalmente el mecanismo produce un sonido diferente para las horas, cuartos y minutos (indicando las horas -tono bajo- los cuartos -tono bajo y alto- y los minutos -tono alto). Variantes de esta complicación son la repetición de la fecha o de los trimestres únicamente.[33]
- Despertador: permite programar un tono de llamada especial a la hora que se elija.

## Complicaciones de diseño

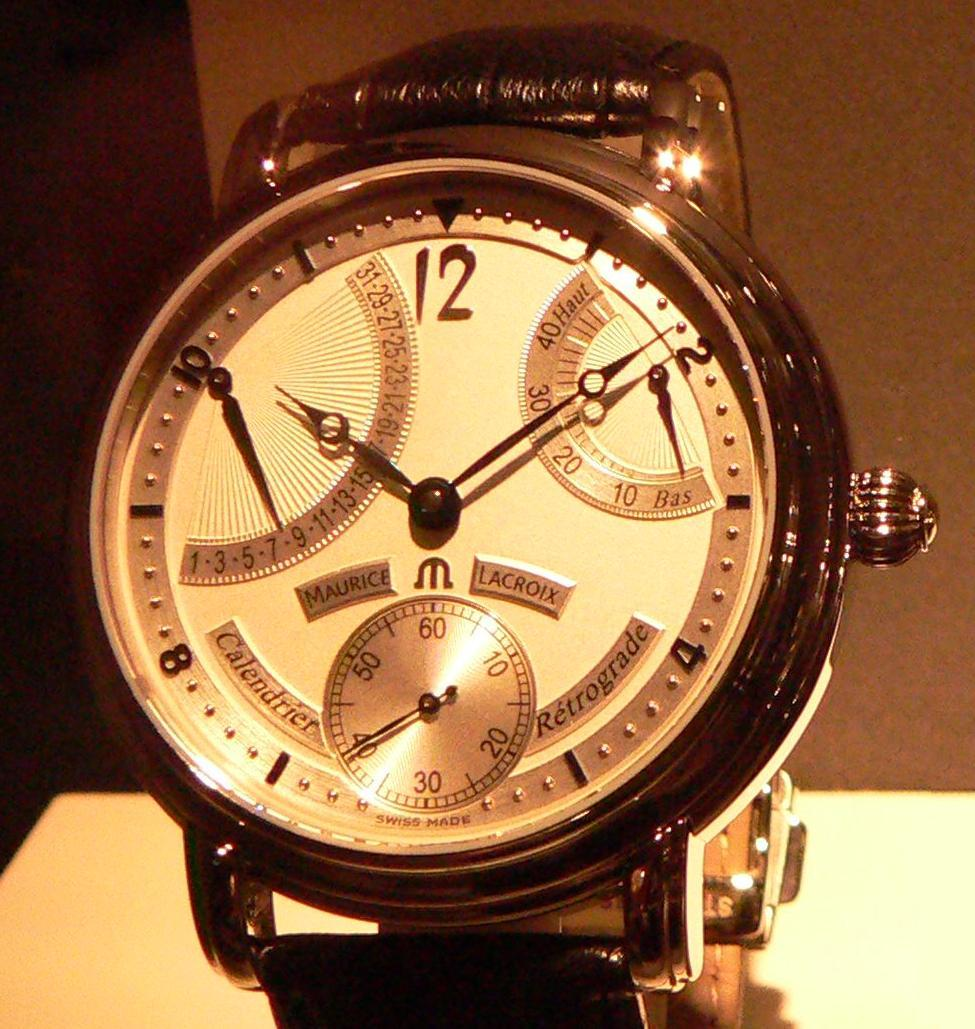
Reloj con manecillas retrógradas

### Parada del segundero
La «parada del segundero» permite detener el la aguja del segundero durante el ajuste de la hora. En la práctica, se trata de una pequeña palanca que bloquea el movimiento del volante cuando se extrae la corona. Esta función le permite ajustar la hora al segundo más cercano en relación con una hora de referencia y así medir la precisión del reloj mucho más fácilmente. Esta es una función muy común (hasta el punto de que no siempre se contabiliza como una complicación), aunque sin ser universal.

### Indicador de reserva de marcha
Se trata de una subesfera que muestra la posición del barrilete y el tiempo de funcionamiento restante antes de que sea necesario darle cuerda al reloj. Este tiempo puede variar desde 36 horas hasta unos cincuenta días.

### Manecilla retrógrada
Este es un sistema de visualización no circular. La aguja no hace una revolución completa, sino un recorrido del punto A al punto B. Una vez realizada la medición de A a B, la aguja regresa «hacia atrás» al punto A, de ahí el nombre de manecilla retrógrada. Esta forma de visualización se puede aplicar a casi todas las indicaciones de un reloj (segundos, minutos, horas, fecha e incluso día de la semana o cronógrafo).

### Pantalla de salto
Se trata del salto de golpe de las manecillas (o más a menudo de la fecha), cuando se pasa de una hora a otra o de un minuto a otro. En el caso de las fechas facilita su lectura, al evitar que en la ventana se visualice el disco en una posición intermedia, difícilmente legible.

### Segundero muerto
El segundero se mueve ocasionalmente una vez por segundo, no continuamente. A diferencia de los relojes de cuarzo (donde el segundero casi siempre está "muerto"), en un reloj mecánico es una verdadera complicación.

### Hora misteriosa
Esta complicación estética consiste en dar la impresión de que una o varias manecillas están "flotando", aparentemente no estando conectadas a ningún eje. Esta complicación se lleva a cabo con mayor frecuencia mediante discos transparentes unidos a la aguja, que son accionados desde el exterior.

### Tourbillon
El tourbillon es un mecanismo que encierra todo el órgano regulador del reloj en una jaula que gira sobre sí misma, generalmente una vez por minuto. Permite compensar las influencias ligadas a la gravedad terrestre sobre el movimiento del reloj y, en principio, mejorar la precisión. La utilidad del tourbillon se comprueba casi exclusivamente en los relojes de bolsillo, en los que la posición del reloj respecto a la dirección de la gravedad es casi siempre la misma.

### Mecanismo seco
Mecanismo que no requiere lubricación, lo que requiere un mecanizado y el uso de materiales muy caros.

### Regulador
Las manecillas de las horas y de los minutos no son coaxiales. El minutero suele estar en el centro, lo que facilita la lectura de los minutos. Esta complicación recibe su nombre en referencia a los relojes reguladores que tenían esta característica, aunque hoy en día es sobre todo una originalidad de diseño.

### Hora errante
La hora errante es una complicación que permite visualizar la hora mediante un sistema de satélites que orbitan en una escala de minutos dispuesta en forma de arco.

## Funciones astronómicas

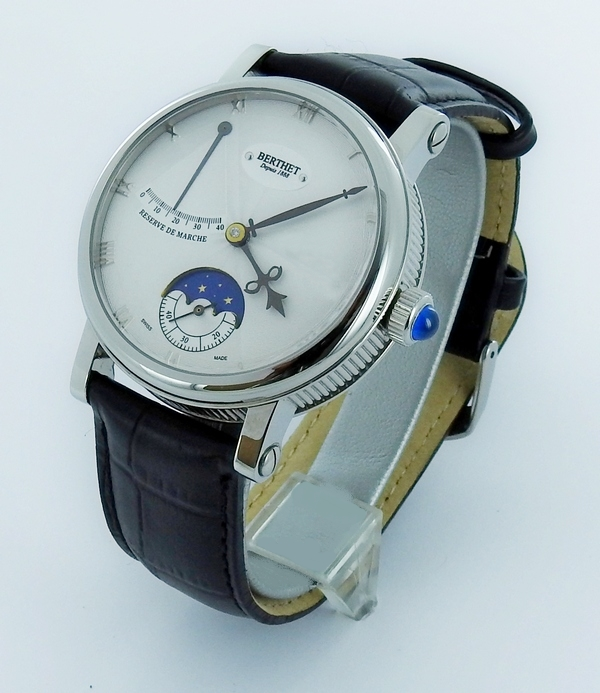
Reloj con fase lunar, segundero pequeño descentrado e indicador de reserva de marcha

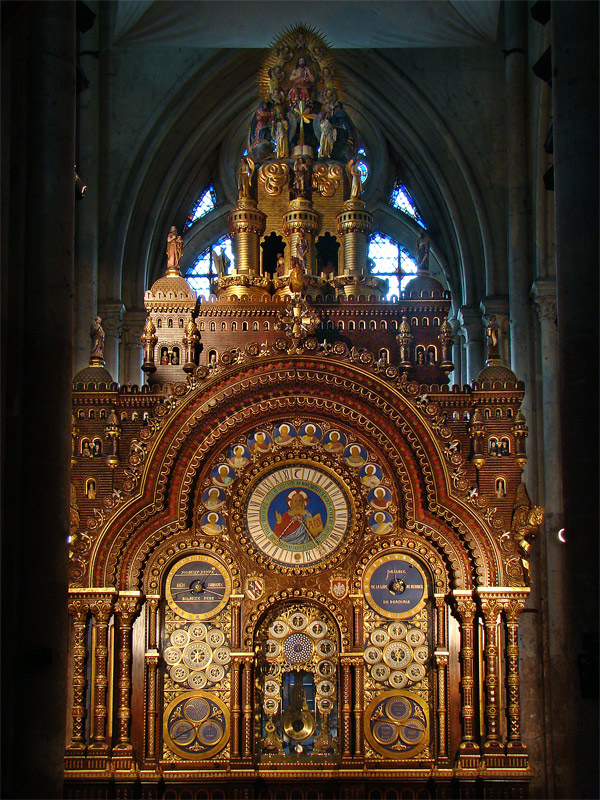
Reloj astronómico de Beauvais

Las complicaciones astronómicas forman parte de una tradición que se remonta a los relojes astronómicos de la Edad Media.

### Fase lunar
La indicación de las fases de la Luna es una complicación relativamente extendida. Su forma más común es la de un disco parcialmente escondido bajo la esfera (véase la foto), que lleva dos imágenes de la luna, impulsado por una rueda de 59 dientes y que avanza, como el disco de la fecha, mediante un paso cada día. Así, la duración del mes lunar se estima en 29,5 días, lo que supone 44 minutos menos que la realidad. Esto significa que después de aproximadamente dos años y medio, el indicador de fase lunar se ha adelantado un día.
El llamado indicador de fase lunar astronómico es una versión mucho más precisa, más compleja de realizar, que solo varía un día después de 122 años.

### Mareógrafo
Esta complicación bastante rara utiliza una manecilla que describe una revolución de su subesfera en 12 horas, 25 minutos y 15 segundos, indicando el ciclo de las mareas.

### Otras complicaciones astronómicas
Hay muchas otras complicaciones astronómicas, mucho más raras:
- Indicación del tiempo de salida y puesta de la Luna o del Sol.
- Indicación de coeficientes de marea.
- Ecuación del tiempo: muestra la diferencia entre la hora solar verdadera (la de la naturaleza) y la hora solar promedio.[41]
- Mapa del cielo.

## Funciones no relacionadas con el reloj
Algunos relojes incluyen pantallas que son completamente independientes del movimiento del reloj, como una brújula, un termómetro o un barómetro por ejemplo.